# À travers les Flandres 2025
Pour la course féminine, voir À travers les Flandres féminin 2025.
À travers les Flandres 2025 ou À travers la Flandre 2025 (en néerlandais : Dwars door Vlaanderen) est la 79e édition de cette course cycliste masculine sur route. Elle a lieu le mercredi 2 avril 2025 et fait partie du calendrier UCI World Tour 2025, la principale compétition du cyclisme sur route professionnel masculin, en catégorie 1.UWT.

## Présentation

### Parcours
Le départ est donné à Roulers sur la Stationsplein pour un parcours comportant huit zones pavées et douze côtes. Dans la seconde partie de l’épreuve, les monts parfois pavés s’enchaînent jusqu’à l’arrivée à Waregem après 184,2 kilomètres soit 4 kilomètres de moins que l'édition précédente. Parmi ces monts, on peut notamment citer la double ascension de la Côte de Trieu, du Hotond et du Nokereberg. Huit secteurs pavés sont répertoriés dont le Huisepontweg , deux passages dans la Mariaborrestraat et la Herlegemstraat, dernier secteur pavé, d'une longueur de 1 000 m, situé à 5 kilomètres de l'arrivée à Waregem sur la Verbindingsweg.

### Équipes
| WorldTeams (18)- Lidl-Trek - Alpecin-Deceuninck - Arkéa-B&B Hotels - XDS Astana Team - Bahrain-Victorious - Cofidis - Decathlon AG2R La Mondiale Team - EF Education-EasyPost - Groupama-FDJ - Ineos Grenadiers - Intermarché-Wanty - Movistar Team - Red Bull-BORA-hansgrohe - Soudal Quick-Step - Team Picnic-PostNL - Team Jayco AlUla - Team Visma \| Lease a Bike - UAE Team Emirates XRG ProTeams (7)- Uno-X Mobility - Lotto - Wagner Bazin WB - Israel-Premier Tech - Q36.5 Pro Cycling Team - Team Flanders-Baloise - Tudor Pro Cycling Team |
| |

### Favoris
Trois équipes sont favorites pour se disputer la victoire. L'équipe Team Visma | Lease a Bikee aligne le vainqueur de l'édition précédente Matteo Jorgenson ainsi que Wout van Aert et Dylan van Baarle, vainqueur en 2021. Lidl-Trek dispose également de plusieurs atouts avec Mads Pedersen, Jonathan Milan et Jasper Stuyven. UAE Team Emirates XRG compte sur Tim Wellens et Jhonatan Narvaez. Les autres favoris sont Stefan Küng (Groupama-FDJ), Laurence Pithie (Red Bull-Bora-hansgrohe), Neilson Powless (EF Education-EasyPost), Biniam Girmay (Intermarché–Wanty), Jasper Philipsen (Alpecin-Deceuninck) et Paul Magnier (Soudal Quick-Step).

## Déroulement de la course
À 71 kilomètres de l'arrivée, peu avant la montée du Berg Ten Houte, l'équipe Visma Lease a Bike attaque en force. Quatre membres de l'équipe néerlandaise (Wout van Aert, Tiesj Benoot, Matteo Jorgenson et Edoardo Affini) sortent seuls du peloton et partent en contre pour rejoindre rapidement l'échappée qui compte encore quatre hommes. À 55 kilomètres du terme, au sommet de la côte de Trieu, ils ne sont plus que quatre en tête : trois des quatre Visma : van Aert, Benoot et Jorgenson ainsi que Neilson Powless (EF Education), seul membre de d'échappée à pouvoir suivre le trio Visma. Derrière ce groupe de tête, Mads Pedersen (Lidl Trek) et Alec Segaert (Lotto) sont les principaux coureurs à mener la chasse mais sans réussir à réduire l'écart. Les quatre hommes de tête restent ensemble jusqu'à l'arrivée à Waregem. Lors du sprint, les trois coéquipiers de Visma sont surpris par Neilson Powless qui s'impose avec plus d'un vélo d'avance sur Wout van Aert.

## Classements

### Classement final
| \| Classement général \| Classement général \| Classement général \| Classement général \| Classement général \| \| Coureur \| Coureur \| Pays \| Équipe \| Temps \| \| ------------------ \| ------------------ \| ------------------ \| -------------------------- \| ------------------ \| \| 1er \| Neilson Powless \| États-Unis \| EF Education-EasyPost \| 3 h 57 min 14 s \| \| 2e \| Wout van Aert \| Belgique \| Team Visma \\| Lease a Bike \| + 0 s \| \| 3e \| Tiesj Benoot \| Belgique \| Team Visma \\| Lease a Bike \| + 0 s \| \| 4e \| Matteo Jorgenson \| États-Unis \| Team Visma \\| Lease a Bike \| + 5 s \| \| 5e \| Mads Pedersen \| Danemark \| Lidl-Trek \| + 45 s \| \| 6e \| Tibor Del Grosso \| Pays-Bas \| Alpecin-Deceuninck \| + 45 s \| \| 7e \| Dries De Bondt \| Belgique \| Decathlon-AG2R La Mondiale \| + 47 s \| \| 8e \| Arjen Livyns \| Belgique \| Lotto \| + 47 s \| \| 9e \| Stefan Küng \| Suisse \| Groupama-FDJ \| + 47 s \| \| 10e \| Alec Segaert \| Belgique \| Lotto \| + 47 s \| |                  |            |                            |                 |
| |                  |            |                            |                 |
| Source : ProCyclingStats |                  |            |                            |                 |
| Classement général |                  |            |                            |                 |
| Coureur | Coureur          | Pays       | Équipe                     | Temps           |
| 1er | Neilson Powless  | États-Unis | EF Education-EasyPost      | 3 h 57 min 14 s |
| 2e | Wout van Aert    | Belgique   | Team Visma \| Lease a Bike | + 0 s           |
| 3e | Tiesj Benoot     | Belgique   | Team Visma \| Lease a Bike | + 0 s           |
| 4e | Matteo Jorgenson | États-Unis | Team Visma \| Lease a Bike | + 5 s           |
| 5e | Mads Pedersen    | Danemark   | Lidl-Trek                  | + 45 s          |
| 6e | Tibor Del Grosso | Pays-Bas   | Alpecin-Deceuninck         | + 45 s          |
| 7e | Dries De Bondt   | Belgique   | Decathlon-AG2R La Mondiale | + 47 s          |
| 8e | Arjen Livyns     | Belgique   | Lotto                      | + 47 s          |
| 9e | Stefan Küng      | Suisse     | Groupama-FDJ               | + 47 s          |
| 10e | Alec Segaert     | Belgique   | Lotto                      | + 47 s          |

### Classements UCI
La course attribue des points au classement mondial UCI 2025 selon le barème suivant :
| Position           | 1er | 2e  | 3e  | 4e  | 5e  | 6e  | 7e | 8e | 9e | 10e | 11e | 12e | 13e | 14e | 15e à 20e | 21e à 30e | 31e à 50e | 51e à 55e | 56e à 60e |
| Classement général | 300 | 250 | 215 | 175 | 120 | 115 | 95 | 75 | 60 | 50  | 40  | 35  | 30  | 25  | 20        | 12        | 5         | 2         | 1         |

## Liste des participants
| Légende | Légende                                                                    | Légende | Légende                                                    |
| ------- | -------------------------------------------------------------------------- | ------- | ---------------------------------------------------------- |
| Num     | Dossard de départ porté par le coureur sur cet À travers les Flandres      | Pos     | Position à l'arrivée de la course                          |
|         | Indique un maillot de champion national ou mondial, suivi de sa spécialité | NP      | Indique un coureur qui n'a pas pris le départ de la course |
| AB      | Indique un coureur qui n'a pas terminé la course                           | HD      | Indique un coureur qui a terminé la course hors des délais |
| DSQ     | Indique un coureur qui a été disqualifié de la course                      |         |                                                            |

| Team Visma \| Lease a Bike TVL                      | Team Visma \| Lease a Bike TVL | Team Visma \| Lease a Bike TVL |
| --------------------------------------------------- | ------------------------------ | ------------------------------ |
| Num                                                 | Coureur                        | Pos                            |
| 1                                                   | Matteo Jorgenson (USA)         | 4e                             |
| 2                                                   | Wout van Aert (BEL)            | 2e                             |
| 3                                                   | Tiesj Benoot (BEL)             | 3e                             |
| 4                                                   | Per Strand Hagenes (NOR)       | 88e                            |
| 5                                                   | Edoardo Affini (ITA)           | AB                             |
| 6                                                   | Dylan van Baarle (NED)         | 23e                            |
| 7                                                   | Tosh Van der Sande (BEL)       | 84e                            |
| Directeur sportif : Richard Plugge, Maarten Wynants |                                |                                |

| Intermarché-Wanty IWA                                  | Intermarché-Wanty IWA           | Intermarché-Wanty IWA |
| ------------------------------------------------------ | ------------------------------- | --------------------- |
| Num                                                    | Coureur                         | Pos                   |
| 11                                                     | Biniam Girmay (ERI)             | 17e                   |
| 12                                                     | Arne Marit (BEL)                | AB                    |
| 13                                                     | Vito Braet (BEL)                | 34e                   |
| 14                                                     | Roel van Sintmaartensdijk (NED) | 37e                   |
| 15                                                     | Hugo Page (FRA)                 | AB                    |
| 16                                                     | Laurenz Rex (BEL)               | 28e                   |
| 17                                                     | Taco van der Hoorn (NED)        | AB                    |
| Directeur sportif : Frederik Veuchelen, Dimitri Claeys |                                 |                       |

| Lidl-Trek LTK                                   | Lidl-Trek LTK        | Lidl-Trek LTK |
| ----------------------------------------------- | -------------------- | ------------- |
| Num                                             | Coureur              | Pos           |
| 21                                              | Mads Pedersen (DEN)  | 5e            |
| 22                                              | Jonathan Milan (ITA) | AB            |
| 23                                              | Jasper Stuyven (BEL) | 18e           |
| 24                                              | Edward Theuns (BEL)  | 62e           |
| 25                                              | Toms Skujiņš (LAT)   | AB            |
| 26                                              | Alex Kirsch (LUX)    | NP            |
| 27                                              | Tim Declercq (BEL)   | 81e           |
| Directeur sportif : Michael Schär, Grégory Rast |                      |               |

| Lotto LOT                                            | Lotto LOT                    | Lotto LOT |
| ---------------------------------------------------- | ---------------------------- | --------- |
| Num                                                  | Coureur                      | Pos       |
| 31                                                   | Alec Segaert (BEL)           | 10e       |
| 32                                                   | Jenno Berckmoes (BEL)        | AB        |
| 33                                                   | Sébastien Grignard (BEL)     | 77e       |
| 34                                                   | Joshua Giddings (GBR)        | 83e       |
| 35                                                   | Steffen De Schuyteneer (BEL) | 52e       |
| 36                                                   | Arjen Livyns (BEL)           | 8e        |
| 37                                                   | Brent Van Moer (BEL)         | 82e       |
| Directeur sportif : Nikolas Maes, Kurt Van de Wouwer |                              |           |

| Groupama-FDJ GFC                                  | Groupama-FDJ GFC       | Groupama-FDJ GFC |
| ------------------------------------------------- | ---------------------- | ---------------- |
| Num                                               | Coureur                | Pos              |
| 41                                                | Stefan Küng (SUI)      | 9e               |
| 42                                                | Lewis Askey (GBR)      | AB               |
| 43                                                | Eddy Le Huitouze (FRA) | AB               |
| 44                                                | Johan Jacobs (SUI)     | AB               |
| 45                                                | Olivier Le Gac (FRA)   | AB               |
| 46                                                | Valentin Madouas (FRA) | 90e              |
| 47                                                | Clément Russo (FRA)    | 50e              |
| Directeur sportif : Marc Madiot, Frédéric Guesdon |                        |                  |

| UAE Team Emirates XRG UAD         | UAE Team Emirates XRG UAD      | UAE Team Emirates XRG UAD |
| --------------------------------- | ------------------------------ | ------------------------- |
| Num                               | Coureur                        | Pos                       |
| 51                                | Tim Wellens (BEL)              | AB                        |
| 52                                | Filippo Baroncini (ITA)        | 71e                       |
| 53                                | Sebastián Molano (COL)         | AB                        |
| 54                                | Jhonatan Narváez (ECU) (route) | 66e                       |
| 55                                | Nils Politt (GER)              | AB                        |
| 56                                | Rui Oliveira (POR)             | NP                        |
| 57                                | Mikkel Bjerg (DEN)             | 21e                       |
| Directeur sportif : Marco Marcato |                                |                           |

| Alpecin-Deceuninck ADC                                    | Alpecin-Deceuninck ADC      | Alpecin-Deceuninck ADC |
| --------------------------------------------------------- | --------------------------- | ---------------------- |
| Num                                                       | Coureur                     | Pos                    |
| 61                                                        | Jasper Philipsen (BEL)      | AB                     |
| 62                                                        | Tibor Del Grosso (NED)      | 6e                     |
| 63                                                        | Fabio Van den Bossche (BEL) | 39e                    |
| 64                                                        | Tobias Bayer (AUT)          | AB                     |
| 65                                                        | Edward Planckaert (BEL)     | 56e                    |
| 66                                                        | Xandro Meurisse (BEL)       | AB                     |
| 67                                                        | Jonas Rickaert (BEL)        | AB                     |
| Directeur sportif : Christoph Roodhooft, Frederik Willems |                             |                        |

| XDS Astana Team XAT                                   | XDS Astana Team XAT           | XDS Astana Team XAT |
| ----------------------------------------------------- | ----------------------------- | ------------------- |
| Num                                                   | Coureur                       | Pos                 |
| 71                                                    | Alberto Bettiol (ITA) (route) | AB                  |
| 72                                                    | Cees Bol (NED)                | 13e                 |
| 73                                                    | Alessandro Romele (ITA)       | AB                  |
| 74                                                    | Davide Ballerini (ITA)        | 95e                 |
| 75                                                    | Max Kanter (GER)              | 96e                 |
| 76                                                    | Mike Teunissen (NED)          | 45e                 |
| 77                                                    | Davide Toneatti (ITA)         | AB                  |
| Directeur sportif : Stefano Zanini, Claudio Cucinotta |                               |                     |

| Uno-X Mobility UXM                                     | Uno-X Mobility UXM             | Uno-X Mobility UXM |
| ------------------------------------------------------ | ------------------------------ | ------------------ |
| Num                                                    | Coureur                        | Pos                |
| 81                                                     | Alexander Kristoff (NOR)       | AB                 |
| 82                                                     | Jonas Abrahamsen (NOR)         | AB                 |
| 83                                                     | Markus Hoelgaard (NOR) (route) | 26e                |
| 84                                                     | William Blume Levy (DEN)       | AB                 |
| 85                                                     | Anders Skaarseth (NOR)         | AB                 |
| 86                                                     | Rasmus Tiller (NOR)            | 11e                |
| 87                                                     | Søren Wærenskjold (NOR)        | AB                 |
| Directeur sportif : Gino Van Oudenhove, Leonard Snoeks |                                |                    |

| EF Education-EasyPost EFE                        | EF Education-EasyPost EFE | EF Education-EasyPost EFE |
| ------------------------------------------------ | ------------------------- | ------------------------- |
| Num                                              | Coureur                   | Pos                       |
| 91                                               | Neilson Powless (USA)     | 1er                       |
| 92                                               | Harry Sweeny (AUS)        | 40e                       |
| 93                                               | Marijn van den Berg (NED) | 14e                       |
| 94                                               | Owain Doull (GBR)         | AB                        |
| 95                                               | Mikkel Honoré (DEN)       | 22e                       |
| 96                                               | Madis Mihkels (EST)       | AB                        |
| 97                                               | Max Walker (GBR)          | AB                        |
| Directeur sportif : Ken Vanmarcke, Andreas Klier |                           |                           |

| Red Bull-Bora-Hansgrohe RBH                          | Red Bull-Bora-Hansgrohe RBH | Red Bull-Bora-Hansgrohe RBH |
| ---------------------------------------------------- | --------------------------- | --------------------------- |
| Num                                                  | Coureur                     | Pos                         |
| 101                                                  | Jordi Meeus (BEL)           | 43e                         |
| 102                                                  | Ryan Mullen (IRL)           | AB                          |
| 103                                                  | Filip Maciejuk (POL)        | 92e                         |
| 104                                                  | Danny van Poppel (NED)      | AB                          |
| 105                                                  | Laurence Pithie (NZL)       | AB                          |
| 106                                                  | Mick van Dijke (NED)        | 15e                         |
| 107                                                  | Sam Welsford (AUS)          | 97e                         |
| Directeur sportif : Heinrich Haussler, Roger Hammond |                             |                             |

| Ineos Grenadiers IGD                                | Ineos Grenadiers IGD   | Ineos Grenadiers IGD |
| --------------------------------------------------- | ---------------------- | -------------------- |
| Num                                                 | Coureur                | Pos                  |
| 111                                                 | Magnus Sheffield (USA) | 25e                  |
| 112                                                 | Tobias Foss (NOR)      | AB                   |
| 113                                                 | Joshua Tarling (GBR)   | AB                   |
| 114                                                 | Bob Jungels (LUX)      | 76e                  |
| 115                                                 | Ben Swift (GBR)        | 55e                  |
| 116                                                 | Samuel Watson (GBR)    | AB                   |
| 117                                                 | Connor Swift (GBR)     | AB                   |
| Directeur sportif : Kurt Asle Arvesen, Ian Stannard |                        |                      |

| Arkéa-B&B Hotels ARK                                  | Arkéa-B&B Hotels ARK  | Arkéa-B&B Hotels ARK |
| ----------------------------------------------------- | --------------------- | -------------------- |
| Num                                                   | Coureur               | Pos                  |
| 121                                                   | Luca Mozzato (ITA)    | AB                   |
| 122                                                   | Arnaud Démare (FRA)   | 64e                  |
| 123                                                   | Amaury Capiot (BEL)   | AB                   |
| 124                                                   | Giosuè Epis (ITA)     | AB                   |
| 125                                                   | Léandre Lozouet (FRA) | 69e                  |
| 126                                                   | Miles Scotson (AUS)   | AB                   |
| 127                                                   | Pierre Thierry (FRA)  | AB                   |
| Directeur sportif : Mickaël Delage, Sébastien Hinault |                       |                      |

| Cofidis COF                                            | Cofidis COF          | Cofidis COF |
| ------------------------------------------------------ | -------------------- | ----------- |
| Num                                                    | Coureur              | Pos         |
| 131                                                    | Piet Allegaert (BEL) | NP          |
| 132                                                    | Bryan Coquard (FRA)  | 24e         |
| 133                                                    | Aimé De Gendt (BEL)  | 67e         |
| 134                                                    | Sam Maisonobe (FRA)  | 68e         |
| 135                                                    | Alexis Renard (FRA)  | 44e         |
| 136                                                    | Ludovic Robeet (BEL) | AB          |
| 137                                                    | Nolann Mahoudo (FRA) | AB          |
| Directeur sportif : Thierry Marichal, Jimmy Engoulvent |                      |             |

| Soudal Quick-Step SOQ                                | Soudal Quick-Step SOQ     | Soudal Quick-Step SOQ |
| ---------------------------------------------------- | ------------------------- | --------------------- |
| Num                                                  | Coureur                   | Pos                   |
| 141                                                  | Tim Merlier (BEL) (route) | 53e                   |
| 142                                                  | Yves Lampaert (BEL)       | 19e                   |
| 143                                                  | Paul Magnier (FRA)        | AB                    |
| 144                                                  | Warre Vangheluwe (BEL)    | AB                    |
| 145                                                  | Pascal Eenkhoorn (NED)    | 36e                   |
| 146                                                  | Casper Pedersen (DEN)     | 58e                   |
| 147                                                  | Bert Van Lerberghe (BEL)  | 38e                   |
| Directeur sportif : Wilfried Peeters, Kevin Hulsmans |                           |                       |

| Movistar Team MOV                                      | Movistar Team MOV         | Movistar Team MOV |
| ------------------------------------------------------ | ------------------------- | ----------------- |
| Num                                                    | Coureur                   | Pos               |
| 151                                                    | Iván García Cortina (ESP) | 46e               |
| 152                                                    | Orluis Aular (VEN)        | 32e               |
| 153                                                    | Davide Cimolai (ITA)      | AB                |
| 154                                                    | Manlio Moro (ITA)         | 94e               |
| 155                                                    | Mathias Norsgaard (DEN)   | 78e               |
| 156                                                    | Lorenzo Milesi (ITA)      | 54e               |
| 157                                                    | Gonzalo Serrano (ESP)     | 60e               |
| Directeur sportif : Jürgen Roelandts, Leonardo Piepoli |                           |                   |

| Q36.5 Pro Cycling Team Q36                    | Q36.5 Pro Cycling Team Q36  | Q36.5 Pro Cycling Team Q36 |
| --------------------------------------------- | --------------------------- | -------------------------- |
| Num                                           | Coureur                     | Pos                        |
| 161                                           | Fabio Christen (SUI)        | 57e                        |
| 162                                           | Giacomo Nizzolo (ITA)       | 42e                        |
| 163                                           | David González López (ESP)  | AB                         |
| 164                                           | Emīls Liepiņš (LAT) (route) | 59e                        |
| 165                                           | Rory Townsend (IRL)         | AB                         |
| 166                                           | Nicolò Parisini (ITA)       | 48e                        |
| 167                                           | Jannik Steimle (GER)        | 86e                        |
| Directeur sportif : Jens Zemke, Kurt Bogaerts |                             |                            |

| Decathlon-AG2R La Mondiale DAT                   | Decathlon-AG2R La Mondiale DAT | Decathlon-AG2R La Mondiale DAT |
| ------------------------------------------------ | ------------------------------ | ------------------------------ |
| Num                                              | Coureur                        | Pos                            |
| 171                                              | Pierre Gautherat (FRA)         | 12e                            |
| 172                                              | Dries De Bondt (BEL)           | 7e                             |
| 173                                              | Sander De Pestel (BEL)         | 31e                            |
| 174                                              | Oscar Chamberlain (AUS)        | 73e                            |
| 175                                              | Gianluca Pollefliet (BEL)      | AB                             |
| 176                                              | Sam Bennett (IRL)              | AB                             |
| 177                                              | Rasmus Søjberg (DEN) (route)   | 89e                            |
| Directeur sportif : Julien Jurdie, Didier Jannel |                                |                                |

| Team Jayco AlUla JAY                | Team Jayco AlUla JAY   | Team Jayco AlUla JAY |
| ----------------------------------- | ---------------------- | -------------------- |
| Num                                 | Coureur                | Pos                  |
| 181                                 | Max Walscheid (GER)    | 41e                  |
| 182                                 | Robert Donaldson (GBR) | AB                   |
| 183                                 | Patrick Gamper (AUT)   | AB                   |
| 184                                 | Jelte Krijnsen (NED)   | AB                   |
| 185                                 | Kelland O'Brien (AUS)  | 35e                  |
| 186                                 | Elmar Reinders (NED)   | 85e                  |
| 187                                 | Jasha Sütterlin (GER)  | 80e                  |
| Directeur sportif : Tristan Hoffman |                        |                      |

| Israel-Premier Tech IPT                                   | Israel-Premier Tech IPT | Israel-Premier Tech IPT |
| --------------------------------------------------------- | ----------------------- | ----------------------- |
| Num                                                       | Coureur                 | Pos                     |
| 191                                                       | Joseph Blackmore (GBR)  | 20e                     |
| 192                                                       | Riley Pickrell (CAN)    | AB                      |
| 193                                                       | Matîs Louvel (FRA)      | AB                      |
| 194                                                       | Nadav Raisberg (ISR)    | AB                      |
| 195                                                       | Riley Sheehan (USA)     | 65e                     |
| 196                                                       | Jake Stewart (GBR)      | AB                      |
| 197                                                       | Tom Van Asbroeck (BEL)  | 29e                     |
| Directeur sportif : Steve Bauer, Jonathan Patrick McCarty |                         |                         |

| Bahrain Victorious TBV           | Bahrain Victorious TBV    | Bahrain Victorious TBV |
| -------------------------------- | ------------------------- | ---------------------- |
| Num                              | Coureur                   | Pos                    |
| 201                              | Matej Mohorič (SLO)       | 49e                    |
| 202                              | Fred Wright (GBR)         | 16e                    |
| 203                              | Roman Ermakov (RUS)       | AB                     |
| 204                              | Alberto Bruttomesso (ITA) | AB                     |
| 205                              | Andrea Pasqualon (ITA)    | 47e                    |
| 206                              | Vlad Van Mechelen (BEL)   | 51e                    |
| 207                              | Robert Stannard (AUS)     | AB                     |
| Directeur sportif : Michał Gołaś |                           |                        |

| Team Picnic-PostNL TPP                            | Team Picnic-PostNL TPP    | Team Picnic-PostNL TPP |
| ------------------------------------------------- | ------------------------- | ---------------------- |
| Num                                               | Coureur                   | Pos                    |
| 211                                               | John Degenkolb (GER)      | 30e                    |
| 212                                               | Alexander Edmondson (AUS) | AB                     |
| 213                                               | Timo Roosen (NED)         | AB                     |
| 214                                               | Sean Flynn (GBR)          | AB                     |
| 215                                               | Enzo Leijnse (NED)        | AB                     |
| 216                                               | Tim Naberman (NED)        | AB                     |
| 217                                               | Julius van den Berg (NED) | 74e                    |
| Directeur sportif : Melvin Rullière, Pim Ligthart |                           |                        |

| Wagner Bazin WB WB2                                                | Wagner Bazin WB WB2     | Wagner Bazin WB WB2 |
| ------------------------------------------------------------------ | ----------------------- | ------------------- |
| Num                                                                | Coureur                 | Pos                 |
| 221                                                                | Quentin Bezza (FRA)     | AB                  |
| 222                                                                | Cériel Desal (BEL)      | 70e                 |
| 223                                                                | Michiel Lambrecht (BEL) | 72e                 |
| 224                                                                | Jens Reynders (BEL)     | 63e                 |
| 225                                                                | Kenneth Van Rooy (BEL)  | AB                  |
| 226                                                                | Sasha Weemaes (BEL)     | AB                  |
| 227                                                                | Loïc Vliegen (BEL)      | 79e                 |
| Directeur sportif : Jean-Denis Vandenbroucke, Christophe Detilloux |                         |                     |

| Team Flanders-Baloise TFB                          | Team Flanders-Baloise TFB | Team Flanders-Baloise TFB |
| -------------------------------------------------- | ------------------------- | ------------------------- |
| Num                                                | Coureur                   | Pos                       |
| 231                                                | Dylan Vandenstorme (BEL)  | 75e                       |
| 232                                                | Victor Vercouillie (BEL)  | AB                        |
| 233                                                | Brem Deman (BEL)          | 91e                       |
| 234                                                | Tuur Dens (BEL)           | AB                        |
| 235                                                | Vince Gerits (BEL)        | AB                        |
| 236                                                | Vincent Van Hemelen (BEL) | 93e                       |
| 237                                                | Yentl Vandevelde (BEL)    | AB                        |
| Directeur sportif : Hans De Clercq, Andy Missotten |                           |                           |

| Tudor Pro Cycling Team TUD                        | Tudor Pro Cycling Team TUD | Tudor Pro Cycling Team TUD |
| ------------------------------------------------- | -------------------------- | -------------------------- |
| Num                                               | Coureur                    | Pos                        |
| 241                                               | Rick Pluimers (NED)        | 27e                        |
| 242                                               | Fabian Lienhard (SUI)      | 61e                        |
| 243                                               | Petr Kelemen (CZE)         | AB                         |
| 244                                               | Arthur Kluckers (LUX)      | AB                         |
| 245                                               | Alexander Krieger (GER)    | 33e                        |
| 246                                               | Marius Mayrhofer (GER)     | 87e                        |
| 247                                               | Aivaras Mikutis (LTU)      | AB                         |
| Directeur sportif : Bart Leysen, Morgan Lamoisson |                            |                            |

| Team Visma \| Lease a Bike TVL                      | Team Visma \| Lease a Bike TVL | Team Visma \| Lease a Bike TVL |
| --------------------------------------------------- | ------------------------------ | ------------------------------ |
| Num                                                 | Coureur                        | Pos                            |
| 1                                                   | Matteo Jorgenson (USA)         | 4e                             |
| 2                                                   | Wout van Aert (BEL)            | 2e                             |
| 3                                                   | Tiesj Benoot (BEL)             | 3e                             |
| 4                                                   | Per Strand Hagenes (NOR)       | 88e                            |
| 5                                                   | Edoardo Affini (ITA)           | AB                             |
| 6                                                   | Dylan van Baarle (NED)         | 23e                            |
| 7                                                   | Tosh Van der Sande (BEL)       | 84e                            |
| Directeur sportif : Richard Plugge, Maarten Wynants |                                |                                |

| Intermarché-Wanty IWA                                  | Intermarché-Wanty IWA           | Intermarché-Wanty IWA |
| ------------------------------------------------------ | ------------------------------- | --------------------- |
| Num                                                    | Coureur                         | Pos                   |
| 11                                                     | Biniam Girmay (ERI)             | 17e                   |
| 12                                                     | Arne Marit (BEL)                | AB                    |
| 13                                                     | Vito Braet (BEL)                | 34e                   |
| 14                                                     | Roel van Sintmaartensdijk (NED) | 37e                   |
| 15                                                     | Hugo Page (FRA)                 | AB                    |
| 16                                                     | Laurenz Rex (BEL)               | 28e                   |
| 17                                                     | Taco van der Hoorn (NED)        | AB                    |
| Directeur sportif : Frederik Veuchelen, Dimitri Claeys |                                 |                       |

| Lidl-Trek LTK                                   | Lidl-Trek LTK        | Lidl-Trek LTK |
| ----------------------------------------------- | -------------------- | ------------- |
| Num                                             | Coureur              | Pos           |
| 21                                              | Mads Pedersen (DEN)  | 5e            |
| 22                                              | Jonathan Milan (ITA) | AB            |
| 23                                              | Jasper Stuyven (BEL) | 18e           |
| 24                                              | Edward Theuns (BEL)  | 62e           |
| 25                                              | Toms Skujiņš (LAT)   | AB            |
| 26                                              | Alex Kirsch (LUX)    | NP            |
| 27                                              | Tim Declercq (BEL)   | 81e           |
| Directeur sportif : Michael Schär, Grégory Rast |                      |               |

| Lotto LOT                                            | Lotto LOT                    | Lotto LOT |
| ---------------------------------------------------- | ---------------------------- | --------- |
| Num                                                  | Coureur                      | Pos       |
| 31                                                   | Alec Segaert (BEL)           | 10e       |
| 32                                                   | Jenno Berckmoes (BEL)        | AB        |
| 33                                                   | Sébastien Grignard (BEL)     | 77e       |
| 34                                                   | Joshua Giddings (GBR)        | 83e       |
| 35                                                   | Steffen De Schuyteneer (BEL) | 52e       |
| 36                                                   | Arjen Livyns (BEL)           | 8e        |
| 37                                                   | Brent Van Moer (BEL)         | 82e       |
| Directeur sportif : Nikolas Maes, Kurt Van de Wouwer |                              |           |

| Groupama-FDJ GFC                                  | Groupama-FDJ GFC       | Groupama-FDJ GFC |
| ------------------------------------------------- | ---------------------- | ---------------- |
| Num                                               | Coureur                | Pos              |
| 41                                                | Stefan Küng (SUI)      | 9e               |
| 42                                                | Lewis Askey (GBR)      | AB               |
| 43                                                | Eddy Le Huitouze (FRA) | AB               |
| 44                                                | Johan Jacobs (SUI)     | AB               |
| 45                                                | Olivier Le Gac (FRA)   | AB               |
| 46                                                | Valentin Madouas (FRA) | 90e              |
| 47                                                | Clément Russo (FRA)    | 50e              |
| Directeur sportif : Marc Madiot, Frédéric Guesdon |                        |                  |

| UAE Team Emirates XRG UAD         | UAE Team Emirates XRG UAD      | UAE Team Emirates XRG UAD |
| --------------------------------- | ------------------------------ | ------------------------- |
| Num                               | Coureur                        | Pos                       |
| 51                                | Tim Wellens (BEL)              | AB                        |
| 52                                | Filippo Baroncini (ITA)        | 71e                       |
| 53                                | Sebastián Molano (COL)         | AB                        |
| 54                                | Jhonatan Narváez (ECU) (route) | 66e                       |
| 55                                | Nils Politt (GER)              | AB                        |
| 56                                | Rui Oliveira (POR)             | NP                        |
| 57                                | Mikkel Bjerg (DEN)             | 21e                       |
| Directeur sportif : Marco Marcato |                                |                           |

| Alpecin-Deceuninck ADC                                    | Alpecin-Deceuninck ADC      | Alpecin-Deceuninck ADC |
| --------------------------------------------------------- | --------------------------- | ---------------------- |
| Num                                                       | Coureur                     | Pos                    |
| 61                                                        | Jasper Philipsen (BEL)      | AB                     |
| 62                                                        | Tibor Del Grosso (NED)      | 6e                     |
| 63                                                        | Fabio Van den Bossche (BEL) | 39e                    |
| 64                                                        | Tobias Bayer (AUT)          | AB                     |
| 65                                                        | Edward Planckaert (BEL)     | 56e                    |
| 66                                                        | Xandro Meurisse (BEL)       | AB                     |
| 67                                                        | Jonas Rickaert (BEL)        | AB                     |
| Directeur sportif : Christoph Roodhooft, Frederik Willems |                             |                        |

| XDS Astana Team XAT                                   | XDS Astana Team XAT           | XDS Astana Team XAT |
| ----------------------------------------------------- | ----------------------------- | ------------------- |
| Num                                                   | Coureur                       | Pos                 |
| 71                                                    | Alberto Bettiol (ITA) (route) | AB                  |
| 72                                                    | Cees Bol (NED)                | 13e                 |
| 73                                                    | Alessandro Romele (ITA)       | AB                  |
| 74                                                    | Davide Ballerini (ITA)        | 95e                 |
| 75                                                    | Max Kanter (GER)              | 96e                 |
| 76                                                    | Mike Teunissen (NED)          | 45e                 |
| 77                                                    | Davide Toneatti (ITA)         | AB                  |
| Directeur sportif : Stefano Zanini, Claudio Cucinotta |                               |                     |

| Uno-X Mobility UXM                                     | Uno-X Mobility UXM             | Uno-X Mobility UXM |
| ------------------------------------------------------ | ------------------------------ | ------------------ |
| Num                                                    | Coureur                        | Pos                |
| 81                                                     | Alexander Kristoff (NOR)       | AB                 |
| 82                                                     | Jonas Abrahamsen (NOR)         | AB                 |
| 83                                                     | Markus Hoelgaard (NOR) (route) | 26e                |
| 84                                                     | William Blume Levy (DEN)       | AB                 |
| 85                                                     | Anders Skaarseth (NOR)         | AB                 |
| 86                                                     | Rasmus Tiller (NOR)            | 11e                |
| 87                                                     | Søren Wærenskjold (NOR)        | AB                 |
| Directeur sportif : Gino Van Oudenhove, Leonard Snoeks |                                |                    |

| EF Education-EasyPost EFE                        | EF Education-EasyPost EFE | EF Education-EasyPost EFE |
| ------------------------------------------------ | ------------------------- | ------------------------- |
| Num                                              | Coureur                   | Pos                       |
| 91                                               | Neilson Powless (USA)     | 1er                       |
| 92                                               | Harry Sweeny (AUS)        | 40e                       |
| 93                                               | Marijn van den Berg (NED) | 14e                       |
| 94                                               | Owain Doull (GBR)         | AB                        |
| 95                                               | Mikkel Honoré (DEN)       | 22e                       |
| 96                                               | Madis Mihkels (EST)       | AB                        |
| 97                                               | Max Walker (GBR)          | AB                        |
| Directeur sportif : Ken Vanmarcke, Andreas Klier |                           |                           |

| Red Bull-Bora-Hansgrohe RBH                          | Red Bull-Bora-Hansgrohe RBH | Red Bull-Bora-Hansgrohe RBH |
| ---------------------------------------------------- | --------------------------- | --------------------------- |
| Num                                                  | Coureur                     | Pos                         |
| 101                                                  | Jordi Meeus (BEL)           | 43e                         |
| 102                                                  | Ryan Mullen (IRL)           | AB                          |
| 103                                                  | Filip Maciejuk (POL)        | 92e                         |
| 104                                                  | Danny van Poppel (NED)      | AB                          |
| 105                                                  | Laurence Pithie (NZL)       | AB                          |
| 106                                                  | Mick van Dijke (NED)        | 15e                         |
| 107                                                  | Sam Welsford (AUS)          | 97e                         |
| Directeur sportif : Heinrich Haussler, Roger Hammond |                             |                             |

| Ineos Grenadiers IGD                                | Ineos Grenadiers IGD   | Ineos Grenadiers IGD |
| --------------------------------------------------- | ---------------------- | -------------------- |
| Num                                                 | Coureur                | Pos                  |
| 111                                                 | Magnus Sheffield (USA) | 25e                  |
| 112                                                 | Tobias Foss (NOR)      | AB                   |
| 113                                                 | Joshua Tarling (GBR)   | AB                   |
| 114                                                 | Bob Jungels (LUX)      | 76e                  |
| 115                                                 | Ben Swift (GBR)        | 55e                  |
| 116                                                 | Samuel Watson (GBR)    | AB                   |
| 117                                                 | Connor Swift (GBR)     | AB                   |
| Directeur sportif : Kurt Asle Arvesen, Ian Stannard |                        |                      |

| Arkéa-B&B Hotels ARK                                  | Arkéa-B&B Hotels ARK  | Arkéa-B&B Hotels ARK |
| ----------------------------------------------------- | --------------------- | -------------------- |
| Num                                                   | Coureur               | Pos                  |
| 121                                                   | Luca Mozzato (ITA)    | AB                   |
| 122                                                   | Arnaud Démare (FRA)   | 64e                  |
| 123                                                   | Amaury Capiot (BEL)   | AB                   |
| 124                                                   | Giosuè Epis (ITA)     | AB                   |
| 125                                                   | Léandre Lozouet (FRA) | 69e                  |
| 126                                                   | Miles Scotson (AUS)   | AB                   |
| 127                                                   | Pierre Thierry (FRA)  | AB                   |
| Directeur sportif : Mickaël Delage, Sébastien Hinault |                       |                      |

| Cofidis COF                                            | Cofidis COF          | Cofidis COF |
| ------------------------------------------------------ | -------------------- | ----------- |
| Num                                                    | Coureur              | Pos         |
| 131                                                    | Piet Allegaert (BEL) | NP          |
| 132                                                    | Bryan Coquard (FRA)  | 24e         |
| 133                                                    | Aimé De Gendt (BEL)  | 67e         |
| 134                                                    | Sam Maisonobe (FRA)  | 68e         |
| 135                                                    | Alexis Renard (FRA)  | 44e         |
| 136                                                    | Ludovic Robeet (BEL) | AB          |
| 137                                                    | Nolann Mahoudo (FRA) | AB          |
| Directeur sportif : Thierry Marichal, Jimmy Engoulvent |                      |             |

| Soudal Quick-Step SOQ                                | Soudal Quick-Step SOQ     | Soudal Quick-Step SOQ |
| ---------------------------------------------------- | ------------------------- | --------------------- |
| Num                                                  | Coureur                   | Pos                   |
| 141                                                  | Tim Merlier (BEL) (route) | 53e                   |
| 142                                                  | Yves Lampaert (BEL)       | 19e                   |
| 143                                                  | Paul Magnier (FRA)        | AB                    |
| 144                                                  | Warre Vangheluwe (BEL)    | AB                    |
| 145                                                  | Pascal Eenkhoorn (NED)    | 36e                   |
| 146                                                  | Casper Pedersen (DEN)     | 58e                   |
| 147                                                  | Bert Van Lerberghe (BEL)  | 38e                   |
| Directeur sportif : Wilfried Peeters, Kevin Hulsmans |                           |                       |

| Movistar Team MOV                                      | Movistar Team MOV         | Movistar Team MOV |
| ------------------------------------------------------ | ------------------------- | ----------------- |
| Num                                                    | Coureur                   | Pos               |
| 151                                                    | Iván García Cortina (ESP) | 46e               |
| 152                                                    | Orluis Aular (VEN)        | 32e               |
| 153                                                    | Davide Cimolai (ITA)      | AB                |
| 154                                                    | Manlio Moro (ITA)         | 94e               |
| 155                                                    | Mathias Norsgaard (DEN)   | 78e               |
| 156                                                    | Lorenzo Milesi (ITA)      | 54e               |
| 157                                                    | Gonzalo Serrano (ESP)     | 60e               |
| Directeur sportif : Jürgen Roelandts, Leonardo Piepoli |                           |                   |

| Q36.5 Pro Cycling Team Q36                    | Q36.5 Pro Cycling Team Q36  | Q36.5 Pro Cycling Team Q36 |
| --------------------------------------------- | --------------------------- | -------------------------- |
| Num                                           | Coureur                     | Pos                        |
| 161                                           | Fabio Christen (SUI)        | 57e                        |
| 162                                           | Giacomo Nizzolo (ITA)       | 42e                        |
| 163                                           | David González López (ESP)  | AB                         |
| 164                                           | Emīls Liepiņš (LAT) (route) | 59e                        |
| 165                                           | Rory Townsend (IRL)         | AB                         |
| 166                                           | Nicolò Parisini (ITA)       | 48e                        |
| 167                                           | Jannik Steimle (GER)        | 86e                        |
| Directeur sportif : Jens Zemke, Kurt Bogaerts |                             |                            |

| Decathlon-AG2R La Mondiale DAT                   | Decathlon-AG2R La Mondiale DAT | Decathlon-AG2R La Mondiale DAT |
| ------------------------------------------------ | ------------------------------ | ------------------------------ |
| Num                                              | Coureur                        | Pos                            |
| 171                                              | Pierre Gautherat (FRA)         | 12e                            |
| 172                                              | Dries De Bondt (BEL)           | 7e                             |
| 173                                              | Sander De Pestel (BEL)         | 31e                            |
| 174                                              | Oscar Chamberlain (AUS)        | 73e                            |
| 175                                              | Gianluca Pollefliet (BEL)      | AB                             |
| 176                                              | Sam Bennett (IRL)              | AB                             |
| 177                                              | Rasmus Søjberg (DEN) (route)   | 89e                            |
| Directeur sportif : Julien Jurdie, Didier Jannel |                                |                                |

| Team Jayco AlUla JAY                | Team Jayco AlUla JAY   | Team Jayco AlUla JAY |
| ----------------------------------- | ---------------------- | -------------------- |
| Num                                 | Coureur                | Pos                  |
| 181                                 | Max Walscheid (GER)    | 41e                  |
| 182                                 | Robert Donaldson (GBR) | AB                   |
| 183                                 | Patrick Gamper (AUT)   | AB                   |
| 184                                 | Jelte Krijnsen (NED)   | AB                   |
| 185                                 | Kelland O'Brien (AUS)  | 35e                  |
| 186                                 | Elmar Reinders (NED)   | 85e                  |
| 187                                 | Jasha Sütterlin (GER)  | 80e                  |
| Directeur sportif : Tristan Hoffman |                        |                      |

| Israel-Premier Tech IPT                                   | Israel-Premier Tech IPT | Israel-Premier Tech IPT |
| --------------------------------------------------------- | ----------------------- | ----------------------- |
| Num                                                       | Coureur                 | Pos                     |
| 191                                                       | Joseph Blackmore (GBR)  | 20e                     |
| 192                                                       | Riley Pickrell (CAN)    | AB                      |
| 193                                                       | Matîs Louvel (FRA)      | AB                      |
| 194                                                       | Nadav Raisberg (ISR)    | AB                      |
| 195                                                       | Riley Sheehan (USA)     | 65e                     |
| 196                                                       | Jake Stewart (GBR)      | AB                      |
| 197                                                       | Tom Van Asbroeck (BEL)  | 29e                     |
| Directeur sportif : Steve Bauer, Jonathan Patrick McCarty |                         |                         |

| Bahrain Victorious TBV           | Bahrain Victorious TBV    | Bahrain Victorious TBV |
| -------------------------------- | ------------------------- | ---------------------- |
| Num                              | Coureur                   | Pos                    |
| 201                              | Matej Mohorič (SLO)       | 49e                    |
| 202                              | Fred Wright (GBR)         | 16e                    |
| 203                              | Roman Ermakov (RUS)       | AB                     |
| 204                              | Alberto Bruttomesso (ITA) | AB                     |
| 205                              | Andrea Pasqualon (ITA)    | 47e                    |
| 206                              | Vlad Van Mechelen (BEL)   | 51e                    |
| 207                              | Robert Stannard (AUS)     | AB                     |
| Directeur sportif : Michał Gołaś |                           |                        |

| Team Picnic-PostNL TPP                            | Team Picnic-PostNL TPP    | Team Picnic-PostNL TPP |
| ------------------------------------------------- | ------------------------- | ---------------------- |
| Num                                               | Coureur                   | Pos                    |
| 211                                               | John Degenkolb (GER)      | 30e                    |
| 212                                               | Alexander Edmondson (AUS) | AB                     |
| 213                                               | Timo Roosen (NED)         | AB                     |
| 214                                               | Sean Flynn (GBR)          | AB                     |
| 215                                               | Enzo Leijnse (NED)        | AB                     |
| 216                                               | Tim Naberman (NED)        | AB                     |
| 217                                               | Julius van den Berg (NED) | 74e                    |
| Directeur sportif : Melvin Rullière, Pim Ligthart |                           |                        |

| Wagner Bazin WB WB2                                                | Wagner Bazin WB WB2     | Wagner Bazin WB WB2 |
| ------------------------------------------------------------------ | ----------------------- | ------------------- |
| Num                                                                | Coureur                 | Pos                 |
| 221                                                                | Quentin Bezza (FRA)     | AB                  |
| 222                                                                | Cériel Desal (BEL)      | 70e                 |
| 223                                                                | Michiel Lambrecht (BEL) | 72e                 |
| 224                                                                | Jens Reynders (BEL)     | 63e                 |
| 225                                                                | Kenneth Van Rooy (BEL)  | AB                  |
| 226                                                                | Sasha Weemaes (BEL)     | AB                  |
| 227                                                                | Loïc Vliegen (BEL)      | 79e                 |
| Directeur sportif : Jean-Denis Vandenbroucke, Christophe Detilloux |                         |                     |

| Team Flanders-Baloise TFB                          | Team Flanders-Baloise TFB | Team Flanders-Baloise TFB |
| -------------------------------------------------- | ------------------------- | ------------------------- |
| Num                                                | Coureur                   | Pos                       |
| 231                                                | Dylan Vandenstorme (BEL)  | 75e                       |
| 232                                                | Victor Vercouillie (BEL)  | AB                        |
| 233                                                | Brem Deman (BEL)          | 91e                       |
| 234                                                | Tuur Dens (BEL)           | AB                        |
| 235                                                | Vince Gerits (BEL)        | AB                        |
| 236                                                | Vincent Van Hemelen (BEL) | 93e                       |
| 237                                                | Yentl Vandevelde (BEL)    | AB                        |
| Directeur sportif : Hans De Clercq, Andy Missotten |                           |                           |

| Tudor Pro Cycling Team TUD                        | Tudor Pro Cycling Team TUD | Tudor Pro Cycling Team TUD |
| ------------------------------------------------- | -------------------------- | -------------------------- |
| Num                                               | Coureur                    | Pos                        |
| 241                                               | Rick Pluimers (NED)        | 27e                        |
| 242                                               | Fabian Lienhard (SUI)      | 61e                        |
| 243                                               | Petr Kelemen (CZE)         | AB                         |
| 244                                               | Arthur Kluckers (LUX)      | AB                         |
| 245                                               | Alexander Krieger (GER)    | 33e                        |
| 246                                               | Marius Mayrhofer (GER)     | 87e                        |
| 247                                               | Aivaras Mikutis (LTU)      | AB                         |
| Directeur sportif : Bart Leysen, Morgan Lamoisson |                            |                            |